# 독 쇼
독 쇼(Doc Shaw, 1992년 4월 24일 ~ )는 미국의 배우이다.

## 출연 작품
- 혹성탈출: 반격의 서막 (2014)
- 선더스트럭 (2012)
- 잭과 코디, 우리 학교는 호화유람선 (2008)
- 하우스 오브 페인 (2006)